# 彭震海
彭震海，MBE，JP（1921年6月26日—2003年2月28日），江蘇奉賢人，育有6名子女，香港工會領袖、前立法局議員，曾長年出任港九工團聯合總會會長。
彭震海早年就讀上海奉賢縣的縣立中學，1950年代在紗廠工作，有感工人被剝削，激發他創立棉系產業公會，短短半年間成功為勞工界爭取「三班制」的8小時工作制度。彭震海對工會工作滿熱誠，於1957年起更擔任工會主席。1962年加入中國國民黨。1985年代表右派工會循勞工界功能界別自動當選立法局議員，與當時代表左派工會當選的譚耀宗分庭抗禮。直至1995年任期屆滿後淡出政壇。曾獲得MBE勳銜。2002年因病多次入院，2003年3月因心臟病去世，享年82歲，喪禮上並獲頒中國國民黨旗覆棺。